# Alexander Barboza
Alexander Nahuel Barboza Ullúa (Villa Celina, 16 de Março de 1995) é um futebolista argentino naturalizado uruguaio que atua como zagueiro. Atualmente joga pelo Botafogo.

## Início de vida
Barboza nasceu em Villa Celina, uma cidade situada em La Matanza, na província de Buenos Aires na Argentina. Seu pai é uruguaio. Por isso, Barboza pretende se naturalizar uruguaio e defender a Seleção Uruguaia.

## Carreira

### River Plate
Barboza chegou às categorias de base do River Plate em 2005, passando pelas diversas categorias até ingressar na reserva de Chapa Zapata em 2015. Já sob a liderança de Facundo Villalba consolidou-se entre os onze titulares da reserva. Com a ambição de crescer profissionalmente, decide aceitar a oferta do Atlético de Rafaela para se juntar a ele por empréstimo por duas temporadas.

#### Empréstimo ao Alético de Rafaela
Não sendo contabilizado pelo técnico Marcelo Gallardo para o time titular do River Plate, foi emprestado por um ano ao Atlético de Rafaela, para somar minutos no time titular. Estreou na derrota por 5 a 1 para seu clube anterior, o River Plate, onde marcaria o único gol de seu time aos 45 minutos do primeiro tempo. Participou de duas partidas da Copa da Argentina onde mostrou bom nível. Pelo time, disputou 11 partidas pelo Campeonato de 2015 mas não se acomodou e seu empréstimo foi terminado.

#### Empréstimo ao Defensa y Justicia
Em busca de times no início de 2016, é transferido para o Defensa y Justicia para disputar o Campeonato Argentino de Futebol de 2016-17 sem cobrança ou opção de compra. Na equipe de Florencio Varela explorou seu potencial, sendo além de titular indiscutível, grande figura da equipe na defesa, às vezes capitão e ídolo do povo.
Participou do feito histórico do clube na Copa Sul-Americana de 2017 quando, na estreia, eliminou o São Paulo na primeira partida, empatando em 0 a 0 em casa e em 1 a 1 no Morumbi.
Ele retorna ao clube de novo em 25 de janeiro de 2018.

### Independiente
No dia 4 de julho de 2019, foi confirmado que Barboza havia ingressado no Club Atlético Independiente em transferência definitiva. O clube argentino comprou 82,5% de seus direitos durante quatro anos.

### Libertad
Em 11 de fevereiro de 2021, Barboza é contratado ao clube do Paraguai Libertad, com a equipe gastando 1,700,000 dólares por 50% da transferência do jogador. Assinou um contrato de 3 anos.
Em 22 de dezembro de 2023, o jogador chegou a acertar valores com o Fortaleza, mas alguns dias depois, o Botafogo teve interesse no zagueiro e atravessou a negociação.

### Botafogo
No dia 8 de Janeiro de 2024, foi anunciado como novo reforço do Botafogo e assinou contrato de 2 anos até 2026. Alexander Barboza estreou pelo Glorioso na vitória sobre o Madureira por 1 a 0 em 17 de janeiro, no Nilton Santos, pela 1ª rodada do Campeonato Carioca. Ele fez o segundo gol na vitória por 5 a 0 do Botafogo sobre o Peñarol no Nilton Santos, pelo jogo de ida da semifinal da Libertadores da América sendo este seu primeiro gol pelo alvinegro carioca.
Alexander Barboza foi um dos jogadores titulares na final da Libertadores de 2024, onde o Botafogo se consagrou campeão em cima do Atlético Mineiro. Viu o Fogão ganhar o terceiro título do Campeonato Brasileiro em cima do São Paulo, estando suspenso por cartões amarelos.

## Títulos

### River Plate
- Copa da Argentina: 2016–17

### Libertad
- Campeonato Paraguaio Apertura: 2021, 2022, 2023
- Campeonato Paraguaio Clausura: 2023

### Botafogo
- Taça Rio: 2024[19]
- Copa Libertadores da América: 2024[17]
- Campeonato Brasileiro: 2024[18]

#### Prêmios individuais
- Equipe da temporada da Copa Libertadores da América: 2024[20]
- Prêmio Mapfre: 2024[21]
- Seleção do Campeonato Brasileiro: 2024[22]
- Equipe Ideal da América (El País): 2024[23]